# Антоний Дымский
Анто́ний Ды́мский (ок. 1206, Новгород — 24 июня 1273, Антониево-Дымский монастырь) — православный святой (преподобный), монах, основатель Антониево-Дымского монастыря.

## Биография
Воспитанный в благочестивой семье, Антоний рано почувствовал влечение к уединённо-аскетической жизни и обратился с просьбою к преподобному Варлааму, основателю новгородского Хутынского монастыря принять его в число своих учеников. Благочестивый старец, видя в Антонии добрые задатки, исполнил его желание, и молодой инок скоро превзошел в монашеских подвигах остальную монастырскую братию. Его поразительное смирение и строгое воздержание приобрели ему общее доверие и любовь.
По нуждам церковным, братия общим советом посылала его в Царьград к Патриарху Афанасию. Пять лет потребовалось Антонию для выполнения этого трудного послушания. Благополучно возвратившись из Царьграда, Антоний вскоре занял место настоятеля Хутынского монастыря, вместо скончавшегося преподобного Варлаама, успевшего пред своею смертью благословить на настоятельство любимого своего ученика.
Но недолго оставался Антоний в Хутыни. Избегая людской славы, он оставил тайно обитель и поселился в пещере на берегу Дымского озера в 15 верстах от позже основанного Тихвина.
Посреди Дымского озера преподобный Антоний обнаружил большой камень, верх которого едва виднелся из воды. В зависимости от уровня воды в озере камень то уходил под воду, то снова показывался на поверхности. Антоний подплывал на лодке к камню и долгие часы и ночи молился один, стоя на этом камне. Преподобный Антоний — единственный святой Русской Православной Церкви, совершивший подвиг столпничества на водах. Этот камень сохранился до сих пор и находится в нескольких десятках метрах от берега (как правило, скрыт под водой), в 1994 году в метре от камня был воздвигнут деревянный крест.
Слава о подвигах нового пустынножителя скоро распространилась, к нему стало собираться много народа и здесь, с разрешения великого князя Александра Невского в 1243 году, на берегу Дымского озера преподобным Антонием была основана обитель в честь преподобного Антония Великого, игуменом которой стал преподобный Антоний. В этой обители преподобный Антоний мирно скончался 24 июня (7 июля) 1273 года.
В 1370 году обретены его мощи, которые стояли в раке в храме открыто до нашествия на этот край татар в 1409 году, когда братия, оберегая их от поругания, скрыла в земле. С тех пор они находились под спудом. Монастырь подвергался опустошению и разорению ещё в 1611 году от шведов. С 1794 года основанный преподобным Антонием монастырь стал называться Свято-Троицким Антониево-Дымским мужским монастырем.
В 2001 году мощи преподобного Антония были обретены во второй раз и перенесены в Тихвинский Богородичный Успенский монастырь. В 2008 году мощи святого Антония были возвращены в Антониево-Дымский мужской монастырь.
Память преподобного Антония чтится 17 (30) января, 24 июня (7 июля) в Соборе Новгородских святых и в Соборе Санкт-Петербургских святых.